# Đô thị tại Đồng Nai
Các đô thị tại Đồng Nai là những Thành phố, thị xã, thị trấn; xã được cơ quan nhà nước có thẩm quyền ra quyết định thành lập. Hiện nay Đồng Nai có ba loại đô thị: loại I, loại III và loại V. Trong đó có 11 đô thị, gồm 1 đô thị loại I, 1 đô thị loại III, 2 đô thị loại IV, 7 đô thị loại V.

## Quá trình hình thành
Lịch sử hình thành đô thị tại Đồng Nai gấn liền với quá trình mở mang bờ cõi về phương Nam của các vua, chúa từ thế kỷ XVII.
Năm 1679, nhà Minh ở Trung Quốc sụp đổ, Tổng binh Trần Thượng Xuyên trấn thủ các châu Cao, Lôi, Liêm không khuất phục nhà Thanh đã đem 50 chiến thuyền, 3.000 binh lính thân tín và gia quyến đến xin thuần phục chúa Nguyễn ở Thuận Hóa. Lúc bấy giờ, đứng đầu nhà Nguyễn là Chúa Nguyễn Phúc Chu đã thu nhận họ và cho vào khai khẩn, mở mang vùng đất Đông Phố  (Cù lao Phố ngày nay). Họ biến Cù Lao Phố trên sông Đồng Nai trở thành một thương cảng sầm uất và phát triển.
Năm Mậu Dần 1698, chúa Nguyễn sai Thống suất Chưởng cơ Lễ Thành Hầu Nguyễn Hữu Cảnh vào kinh lược vùng đất Đồng Nai (lúc này, từ Đồng Nai hay vùng đất Đồng Nai là ám chỉ cả một vùng Nam Bộ rộng lớn của bây giờ), đặt vùng đất mới thành phủ Gia Định, chia làm 2 huyện: huyện Phước Long (Đồng Nai) dựng dinh Trấn Biên, huyện Tân Bình (Sài Gòn) dựng dinh Phiên Trấn.
Năm 1802, dinh Trấn Biên được vua Gia Long đổi thành trấn Biên Hòa, nhưng vẫn thuộc phủ Gia Định.
Năm 1808, trấn Biên Hòa thuộc thành Gia Định, đặt Phước Long thành phủ, đặt ra các tổng Phước Chính, Phước An, Bình An, Long Thành làm huyện.
Năm 1836, trấn Biên Hòa được vua Minh Mạng đổi thành tỉnh Biên Hoà.
Năm 1956, Việt Nam Cộng Hòa thành lập tỉnh Biên Hòa với tỉnh lị là thị xã Biên Hòa và tỉnh Long Khánh với tỉnh lị là thị xã Xuân Lộc.
Năm 1976, thị xã Biên Hòa được nâng cấp thành thành phố Biên Hòa - đô thị loại III trực thuộc tỉnh Đồng Nai.
Ngày 17 tháng 1 năm 1984, thành lập thị trấn Phú Hiệp thuộc huyện Định Quán trên cơ sở giải thể xã Phú Hiệp.
Ngày 1 tháng 2 năm 1985, thị trấn Phú Hiệp đổi tên thành thị trấn Định Quán.
Năm 1985, chuyển huyện Vĩnh Cửu thành thị xã Vĩnh An.
Năm 1992, thành lập thị trấn Tân Phú thuộc huyện Tân Phú.
Năm 1993, thành phố Biên Hòa được công nhận là đô thị loại II trực thuộc tỉnh Đồng Nai và thành lập thị trấn Gia Ray thuộc huyện Xuân Lộc.
Ngày 29 tháng 8 năm 1994, giải thể thị xã Vĩnh An để tái lập huyện Vĩnh Cửu; thành lập thị trấn Vĩnh An thuộc huyện Vĩnh Cửu và thị trấn Trảng Bom thuộc huyện Thống Nhất (từ năm 2003 thuộc huyện Trảng Bom).
Ngày 21 tháng 8 năm 2003, Chính phủ ban hành Nghị định số 97/2003/NĐ - CP, thành lập thị xã Long Khánh và các phường, xã trực thuộc thị xã Long Khánh.
Ngày 30 tháng 12 năm 2015, thành phố Biên Hòa được công nhận là đô thị loại I và thị xã Long Khánh được công nhận là đô thị loại III, trực thuộc tỉnh Đồng Nai.
Ngày 10 tháng 4 năm 2019, chuyển thị xã Long Khánh thành thành phố Long Khánh.
Ngày 10 tháng 5 năm 2019, thành lập thị trấn Dầu Giây thuộc huyện Thống Nhất và thị trấn Hiệp Phước thuộc huyện Nhơn Trạch.
Ngày 11 tháng 5 năm 2019, Bộ Xây dựng ra quyết định công nhận thị trấn Long Thành (huyện Long Thành) và thị trấn Trảng Bom (huyện Trảng Bom) là đô thị loại IV.

## Các đô thị
| STT  | Tên đô thị           | Loại đô thị | Diện tích (km²) | Dân số (người) | Mật độ dân số (người/km²) | Vai trò | Hình ảnh                                           |
| ---- | -------------------- | ----------- | --------------- | -------------- | ------------------------- | --- | -------------------------------------------------- |
| 1    | Thành phố Biên Hòa   | I           | 264,08          | 1.104.495      | 4.182                     | Trung tâm chính trị, kinh tế, văn hóa và xã hội quan trọng nhất của tỉnh Đồng Nai và Vùng kinh tế trọng điểm phía Nam | Văn miếu Trấn Biên                                 |
| 2    | Thành phố Long Khánh | III         | 194,08          | 181.242        | 930                       | Trung tâm chính trị, kinh tế, văn hóa và xã hội quan trọng nhất của tỉnh Đồng Nai                                     | Thành phố Long Khánh                               |
| 3    | Thị trấn Long Thành  | IV          | 9,15            | 27.084         | 2960                      | Trung tâm chính trị, kinh tế, văn hóa và xã hội quan trọng nhất của huyện Long Thành                                  | Thị trấn Long Thành                                |
| 4    | Thị trấn Hiệp Phước  | V           | 18,89           | 10.848         | 574                       | Trung tâm chính trị, kinh tế, văn hóa và xã hội quan trọng nhất của huyện Nhơn Trạch                                  |                                                    |
| 5    | Thị trấn Trảng Bom   | IV          | 15,17           | 57.760         | 3364                      | Trung tâm chính trị, kinh tế, văn hóa và xã hội quan trọng nhất của huyện Trảng Bom                                   | Trụ sở HĐND huyện Trảng Bom tại Thị trấn Trảng Bom |
| 6    | Thị trấn Dầu Giây    | V           | 14,14           | 20.178         |                           | Trung tâm chính trị, kinh tế, văn hóa và xã hội quan trọng nhất của huyện Thống Nhất                                  | Ngã tư Dầu Giây                                    |
| 7    | Thị trấn Vĩnh An     | V           | 32,94           | 24.545         | 745                       | Trung tâm chính trị, kinh tế, văn hóa và xã hội quan trọng nhất của huyện Vĩnh Cửu                                    |                                                    |
| 8    | Thị trấn Gia Ray     | V           | 13,96           | 10.713         | 767                       | Trung tâm chính trị, kinh tế, văn hóa và xã hội quan trọng nhất của huyện Xuân Lộc                                    | Một góc thị trấn Gia Ray                           |
| 9    | Thị trấn Tân Phú     | V           | 8,19            | 20.660         | 2.523                     | Trung tâm chính trị, kinh tế, văn hóa và xã hội quan trọng nhất của huyện Tân Phú                                     |                                                    |
| 10   | Thị trấn Định Quán   | V           | 9,95            | 20.896         | 2.100                     | Trung tâm chính trị, kinh tế, văn hóa và xã hội quan trọng nhất của huyện Định Quán                                   |                                                    |
| 11   | Xã Long Giao         | V           | 33,74           | 6.597          | 196                       | Trung tâm chính trị, kinh tế, văn hóa và xã hội quan trọng nhất của huyện Cẩm Mỹ                                      |                                                    |
| Tổng | 11                   |             |                 |                |                           | |                                                    |